# フランス・クレツィヒ
フランス・クレツィヒ（Frans Krätzig, 2003年1月14日 - ）は、ドイツ・ニュルンベルク出身のサッカー選手。オーストリア・ブンデスリーガ・レッドブル・ザルツブルク所属。ポジションはディフェンダー、ミッドフィールダー。

## クラブ経歴

### バイエルン・ミュンヘン
2017年、バイエルン・ミュンヘンの下部組織に加入。2021年2月にプロ契約を結んだ。
2023年3月14日、契約を2025年まで延長。2023年夏、トップチームのプレシーズンツアーに帯同、ツアー最後のリヴァプール戦では決勝ゴールを決めた。
2023年9月23日、ボーフム戦でアルフォンソ・デイヴィスとの交代で出場し、ブンデスリーガデビューを果たした。9月26日のDFBポカール1回戦プロイセン・ミュンスター戦では、前半アディショナルタイムにチームの3点目となるゴールを決め、公式戦での初ゴールを記録した。
2023年10月6日、契約を2027年まで延長した。

#### アウストリア・ウィーン (ローン)
2024年2月6日、アウストリア・ウィーンにシーズン終了までのローン移籍で加入した。2月17日のラインドルフ・アルタッハ戦で移籍後初得点を記録した。

#### シュトゥットガルト (ローン)
2024年6月28日、シュトゥットガルトにローン移籍で加入した。

#### ハイデンハイム (ローン)
2025年1月3日、ハイデンハイムにシーズン終了までのローン移籍で加入した。1月11日のウニオン・ベルリン戦でブンデスリーガ初得点を記録した。

### レッドブル・ザルツブルク
2025年5月28日、レッドブル・ザルツブルクに4年契約で移籍した。

## 個人成績
| クラブ                        | シーズン | リーグ                       | リーグ戦 | リーグ戦 | カップ戦 | カップ戦 | 国際大会 | 国際大会 | その他 | その他 | 合計 | 合計 |
| クラブ                        | シーズン | リーグ                       | 出場     | 得点     | 出場     | 得点     | 出場     | 得点     | 出場   | 得点   | 出場 | 得点 |
| ----------------------------- | -------- | ---------------------------- | -------- | -------- | -------- | -------- | -------- | -------- | ------ | ------ | ---- | ---- |
| バイエルン・ミュンヘンII      | 2022-23  | レギオナルリーガ・バイエルン | 32       | 2        | -        | -        | -        | -        | -      | -      | 32   | 2    |
| バイエルン・ミュンヘンII      | 2023-24  | レギオナルリーガ・バイエルン | 3        | 1        | -        | -        | -        | -        | -      | -      | 3    | 1    |
| バイエルン・ミュンヘンII      | 通算     | 通算                         | 35       | 3        | -        | -        | -        | -        | -      | -      | 35   | 3    |
| バイエルン・ミュンヘン        | 2023-24  | ブンデスリーガ               | 4        | 0        | 2        | 1        | 1        | 0        | 0      | 0      | 7    | 1    |
| アウストリア・ウィーン (loan) | 2023-24  | オーストリア・ブンデスリーガ | 14       | 1        | 0        | 0        | 0        | 0        | 3      | 0      | 17   | 1    |
| シュトゥットガルト (loan)     | 2024-25  | ブンデスリーガ               | 1        | 0        | 2        | 0        | 0        | 0        | 1      | 0      | 4    | 0    |
| シュトゥットガルトII (loan)   | 2024-25  | 3. リーガ                    | 2        | 0        | -        | -        | -        | -        | -      | -      | 2    | 0    |
| ハイデンハイム (loan)         | 2024-25  | ブンデスリーガ               | 16       | 1        | -        | -        | 0        | 0        | -      | -      | 16   | 1    |
| レッドブル・ザルツブルク      | 2025-26  | オーストリア・ブンデスリーガ |          |          |          |          |          |          |        |        |      |      |
| 総通算                        | 総通算   | 総通算                       | 72       | 5        | 4        | 1        | 1        | 0        | 4      | 0      | 81   | 6    |